# Зимний спортивный центр UBC

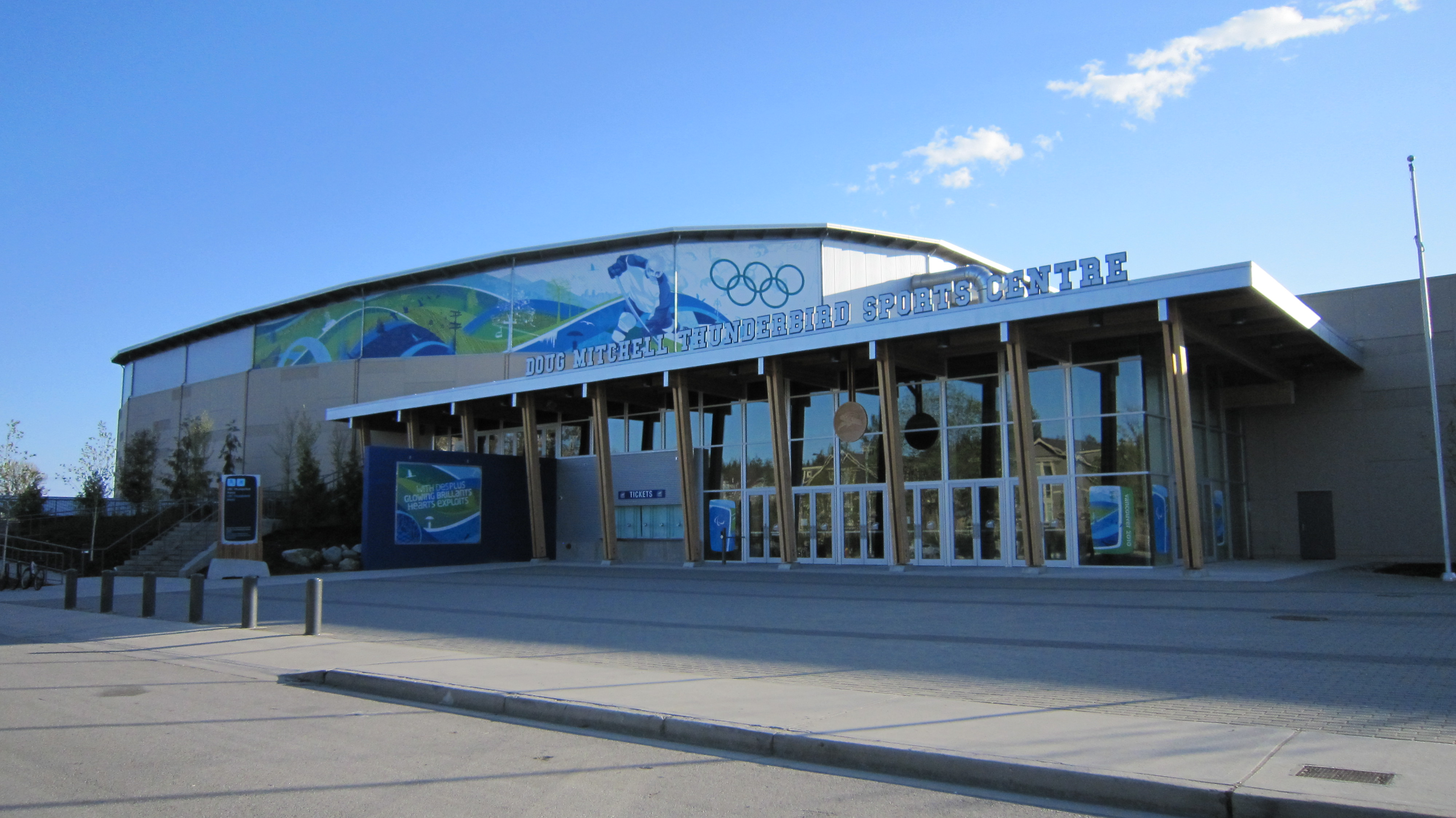
Зимний спортивный центр UBC

Зимний спортивный центр UBC (англ. UBC Winter Sports Centre) — хоккейная арена в Ванкувере, Канада.
Является домашним стадионом мужской и женской хоккейных команд Университета Британской Колумбии «Тандербёрдс». Одно из мест проведения соревнований в рамках зимних Олимпийских игр 2010 года и матчей паралимпийского хоккейного турнира.
Арена построена в 2006—2008 годах. В составе сооружений спортивного центра — три ледовых катка, а также трибуны вместимостью 7200 мест.